# The Entente: Battlefields WW1
The Entente: Battlefields WW1 (WWI: The Great War en Amérique du Nord) est un jeu vidéo de stratégie en temps réel développé par Lesta Studio et édité par Encore Software, sorti en 2003 sur Windows.

## Accueil
- Jeuxvideo.com : 8/20[1]